# Bebas Neue
Bebas Neue – popularna czcionka rozprowadzana na licencji GNU General Public License. Stworzona w 2010 roku, przez studio Dhrama Type z Japonii. Doczekała się wielu modyfikacji, a obecna 1.300. została stworzona w formacie OTF. Jest kompatybilna z systemami Windows, Mac OS i Linux. Czcionka charakteryzuje się podobieństwem do czcionki Impact oraz idealnymi wymiarami liter i cyfr. W tej czcionce nie ma różnicy między małymi a dużymi literami.